# Абашидзе, Нуну Джансуговна
Нуну Джансуговна Абашидзе (род. 27 марта 1955 г., Нововолынск, Волынская область, УССР, СССР) — советская, украинская толкательница ядра. Участница Олимпийских игр 1980 (4 место), бронзовый призер Чемпионата Европы (Афины 1982 г.), бронзовый призёр Всемирных игр ИААФ в помещении (Париж 1985 г.), многократная чемпионка и рекордсменка Украины, многократная чемпионка СССР: трехкратная чемпионка СССР (1979, 1982, 1984) и четырехкратная чемпионка СССР в помещении (1979, 1981, 1984, 1986) .

## Биография
Легкой атлетикой начала заниматься в 1967 году в Нововолынске, толканием ядра в 1969. Первым тренером спортсменки был Владимир Гринь.
В 1972 году с золотой медалью окончила школу и поступила в Одесский медицинский институт. Переехав в Одессу, начала тренироваться под руководством Ефима Домовского. Многократная чемпионка и рекордсменка Украины и СССР в толкание ядра среди юниоров.
Мастер спорта международного класса СССР (1979). Член сборной команды СССР (1978—1986). На внутренних соревнованиях представляла Украину и спортивное общество «Динамо».
Окончила Одесский медицинский институт (1982).
Муж — Анатолий Мишляев, мастер спорта и тренер по акробатике. В семье два сына: Георгий (1977 г.р.) и Анатолий (1988 г.р).
С 1995 года с семьёй живет в Канаде.